# Bruno Grüttner
Bruno Grüttner (* 24. Februar 1896 in Berlin; † 27. Mai 1981 in Bonn) war ein deutscher Politiker (SPD).
Bruno Grüttner besuchte eine Mittelschule und wurde Beamter im gehobenen Dienst. Er trat der SPD bei. Mit der „Machtergreifung“ der Nationalsozialisten 1933 wurde er entlassen. Ab 1937 war Grüttner selbständiger Grundstücksverwalter.
Nach dem Zweiten Weltkrieg wurde Grüttner Verwaltungsdirektor bei den Krankenanstalten Buch im Berliner Bezirk Pankow. Bei der ersten Berliner Wahl 1946 wurde er in die Bezirksverordnetenversammlung von Pankow gewählt. Bei der folgenden Wahl 1948 wurde Grüttner in die Stadtverordnetenversammlung von Groß-Berlin gewählt, schied aber im Dezember 1949 aus. Sein Nachrücker im Parlament wurde daraufhin Willi Hübner. Später wurde Grüttner wieder selbständiger Grundstücksverwalter.
Seine Firma „Bruno Grüttner Grundstücksverwaltungen Immobilien e.K.“ existiert bis heute.